# Potentilla lineata
Potentilla lineata är en rosväxtart som beskrevs av Ludolph Christian Treviranus. Potentilla lineata ingår i Fingerörtssläktet som ingår i familjen rosväxter.

## Underarter
Arten delas in i följande underarter:
- P. l. exortiva
- P. l. lineata